# Ikarus
Ikarus är en stadsbusstillverkare från Ungern, ett av de största busstillverkningsföretagen i världen från 1960 fram till 1990-talet. Huvudkontoret ligger i Budapest.
Sedan 1999 heter företaget Ikarubus Co. Ltd och ägs av Ikarus Holding tillsammans med Iveco.
Namnbytet genomfördespå grund av namnkonflikter med det serbiska företaget Ikarus.
Ikarus modeller är populära i forna Östblocket och Finland.

## Historik
- 1895 - Bröderna Uhri startar en smedja och vagntillverkning.
- 1947 - Företaget registreras
- 1991 - Företaget delprivatiseras.
- 1998 - Företaget privatiseras helt.
- 1999 - Företaget byter namn till Ikarubus

## Bildgalleri

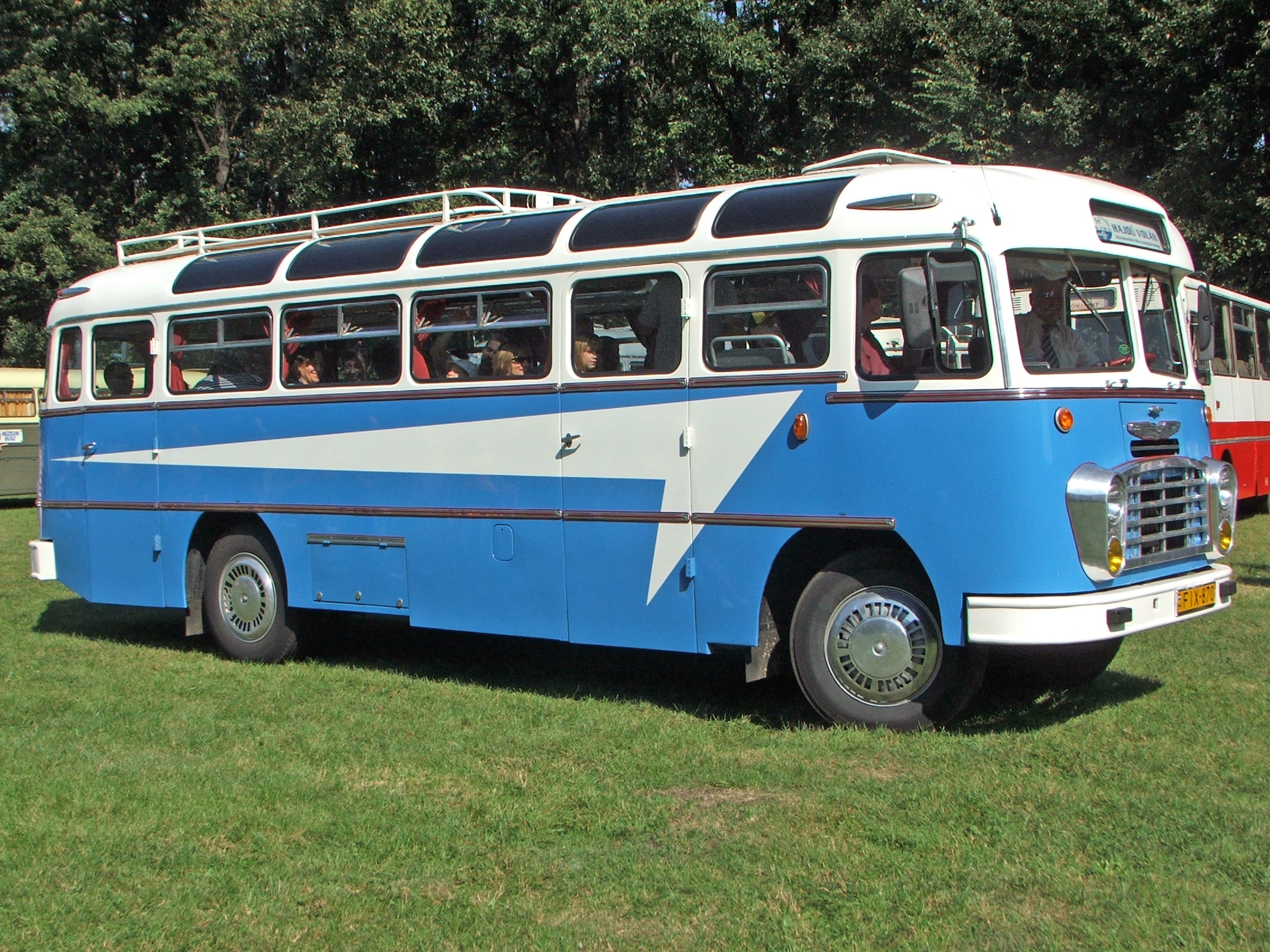
Ikarus 311 med självbärande kaross
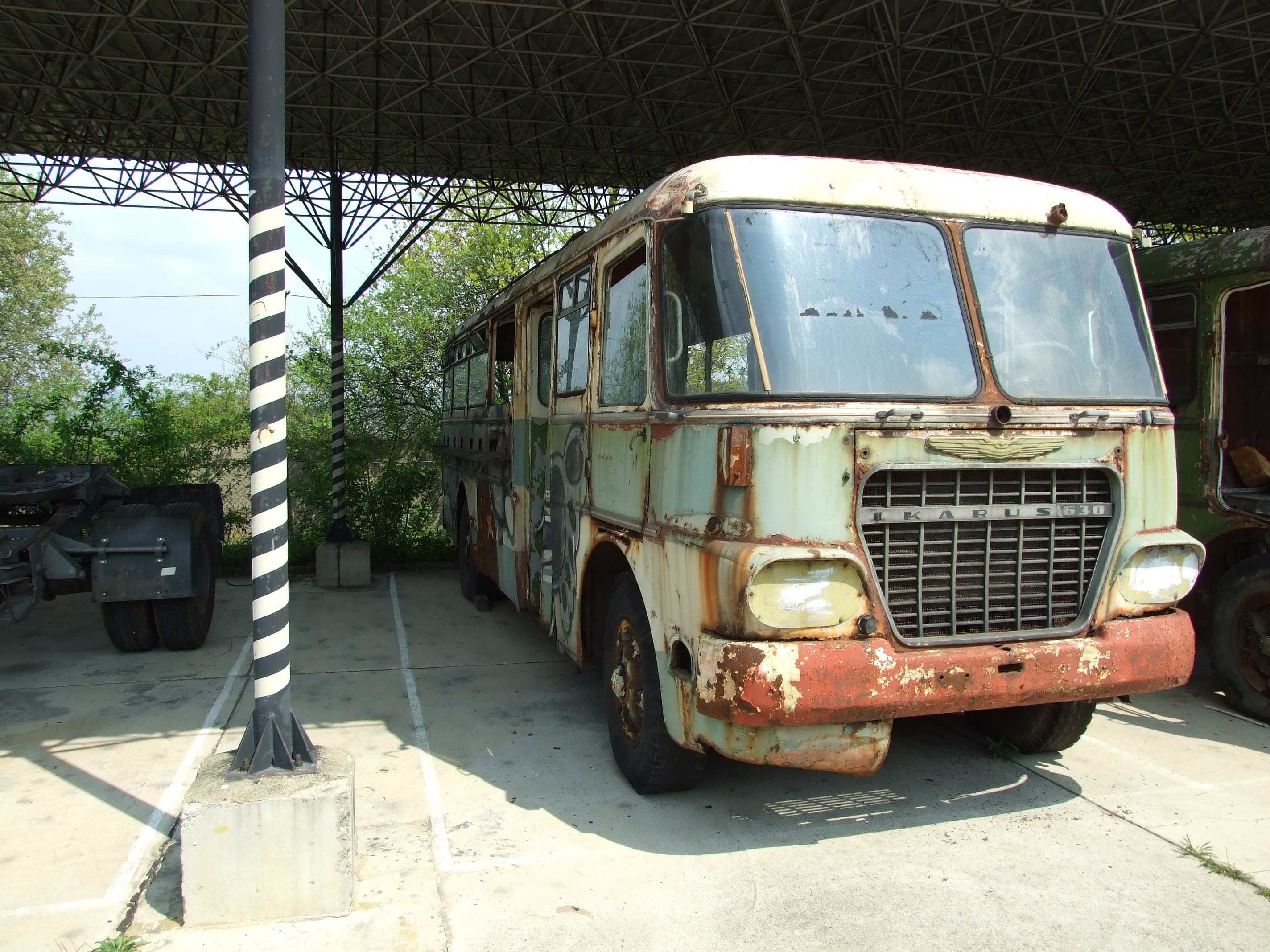
Ikarus 630 chassi med kaross
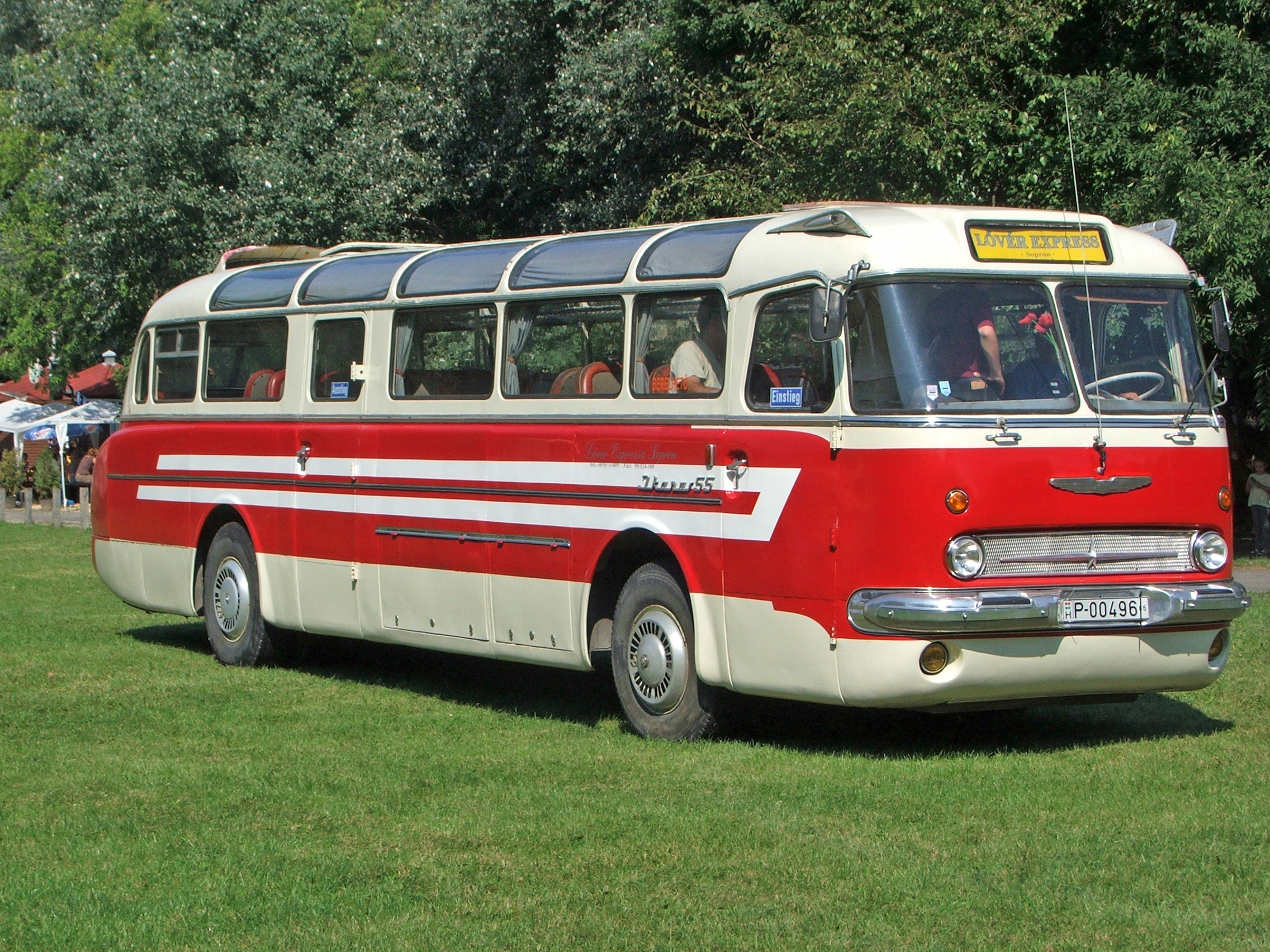
Ikarus 55 med motorn baktill
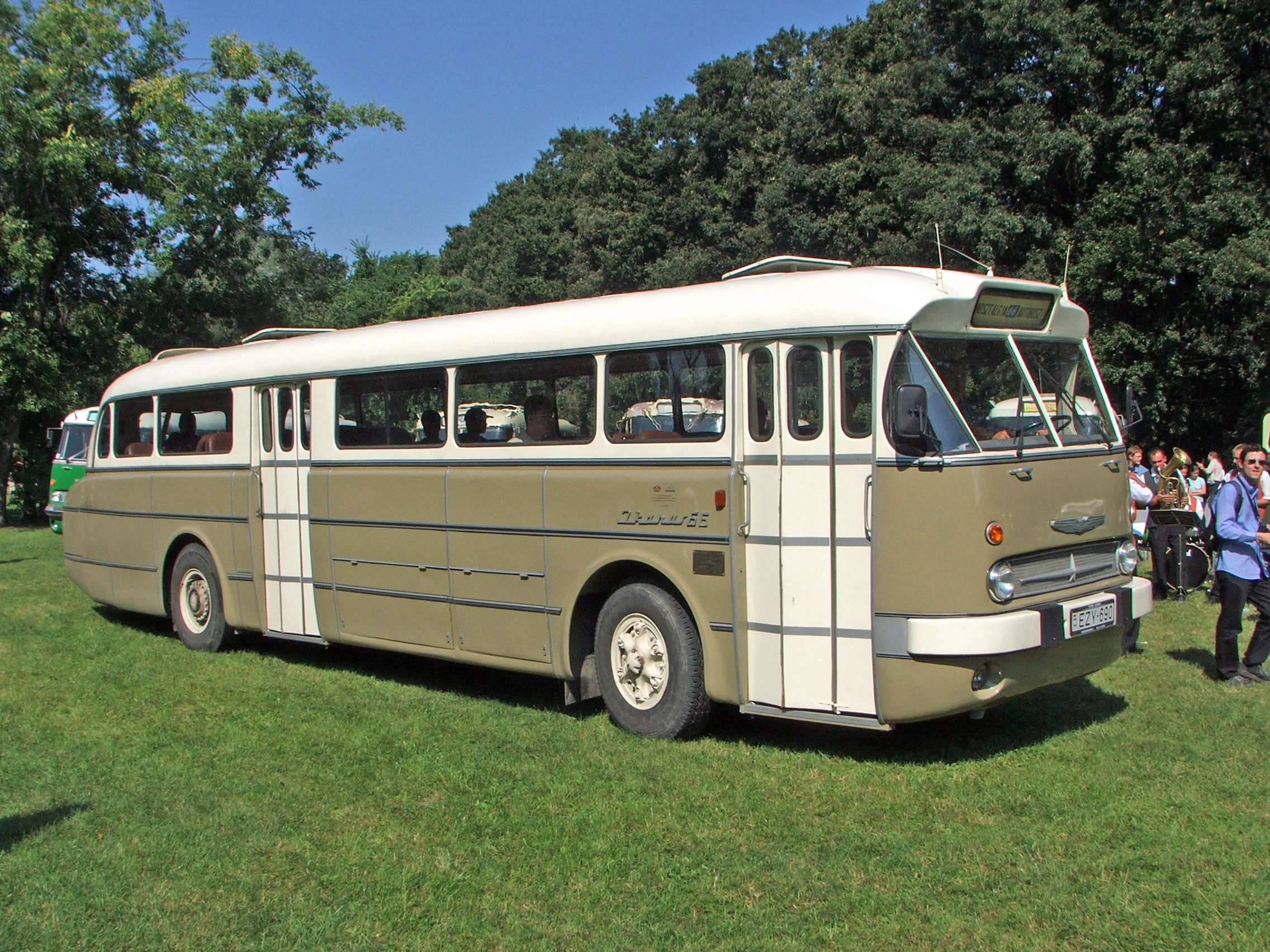
Ikarus 66 som långfärdsbuss
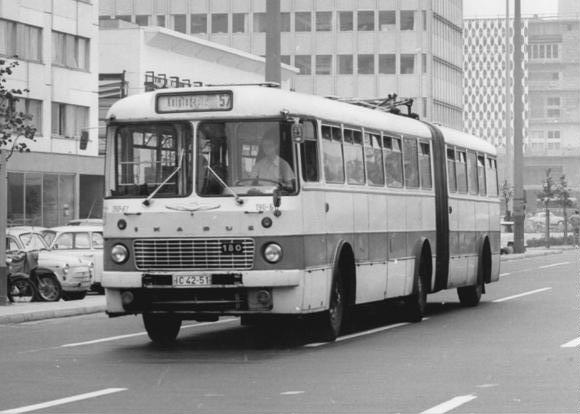
Ledbussen Ikarus 180 i Östberlin år 1970
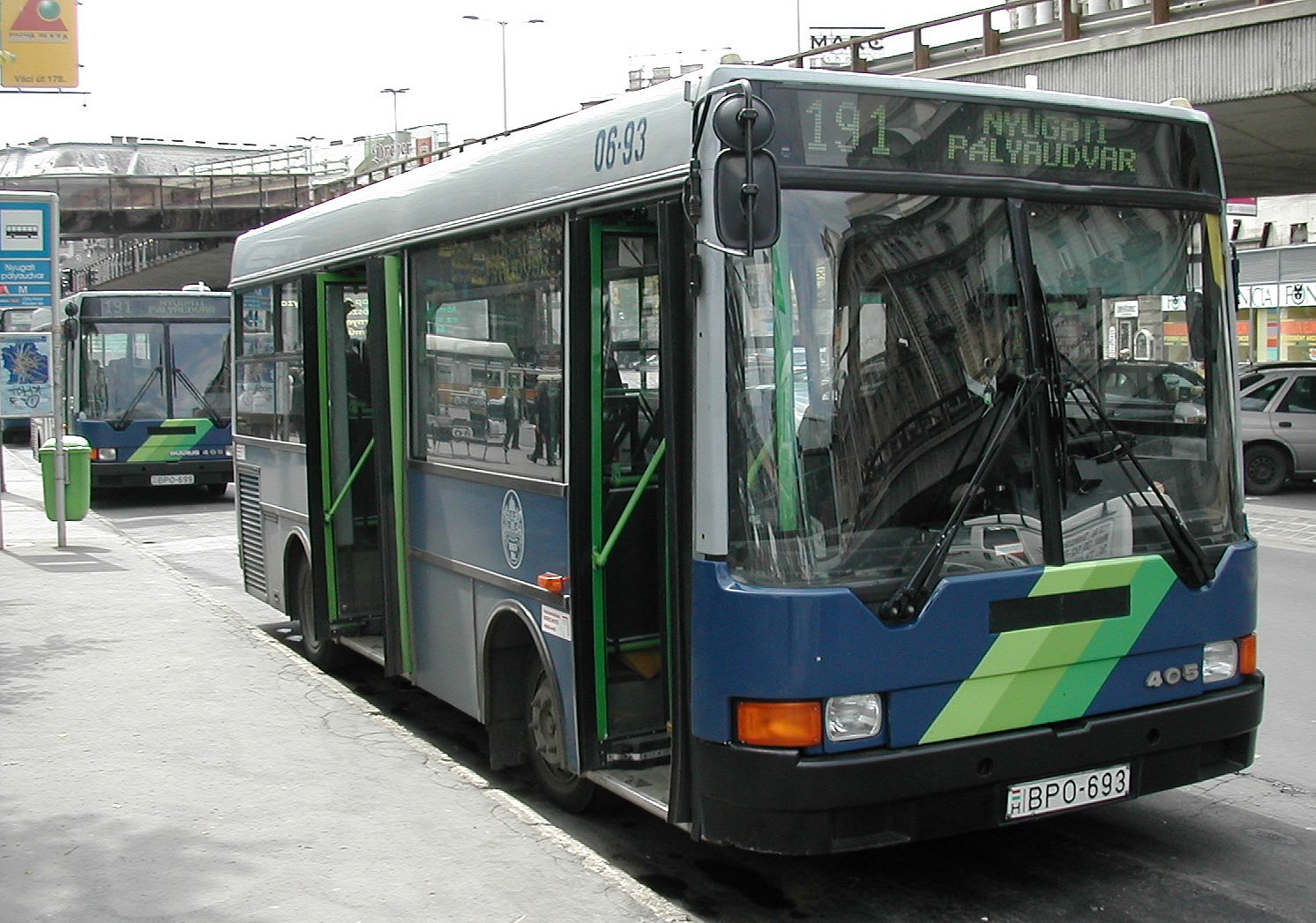
Den mellanstora Ikarus 405 (Budapest)
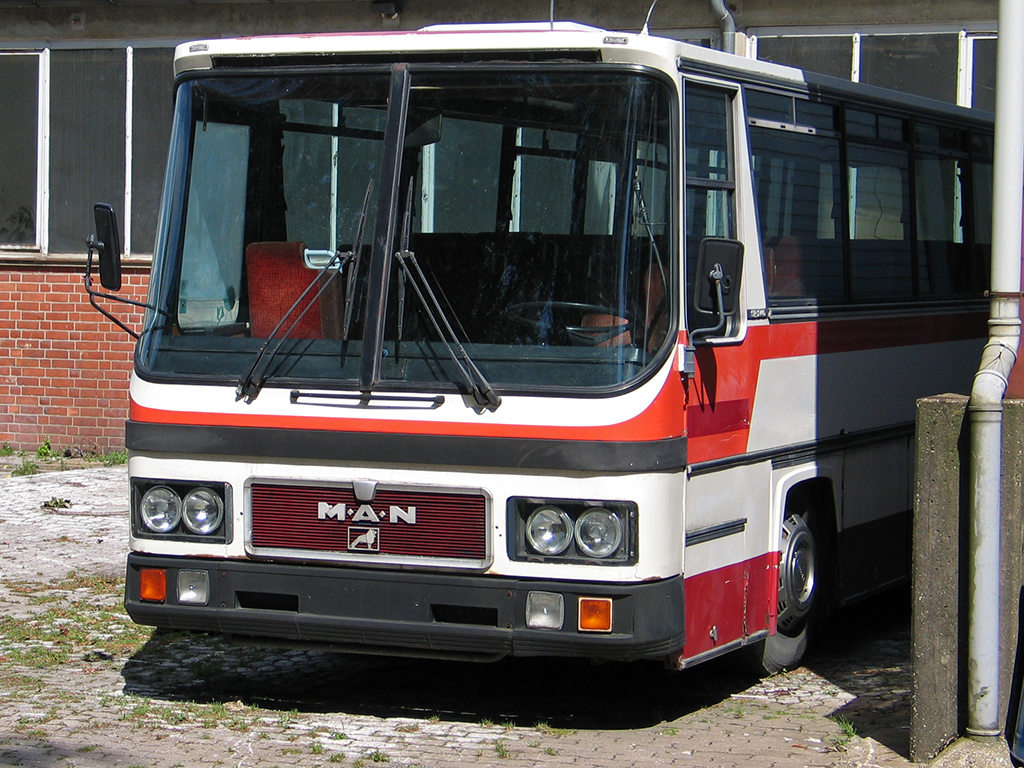
Ikarus 662.65/MAN SR 240

## Bildgalleri, 200-serien

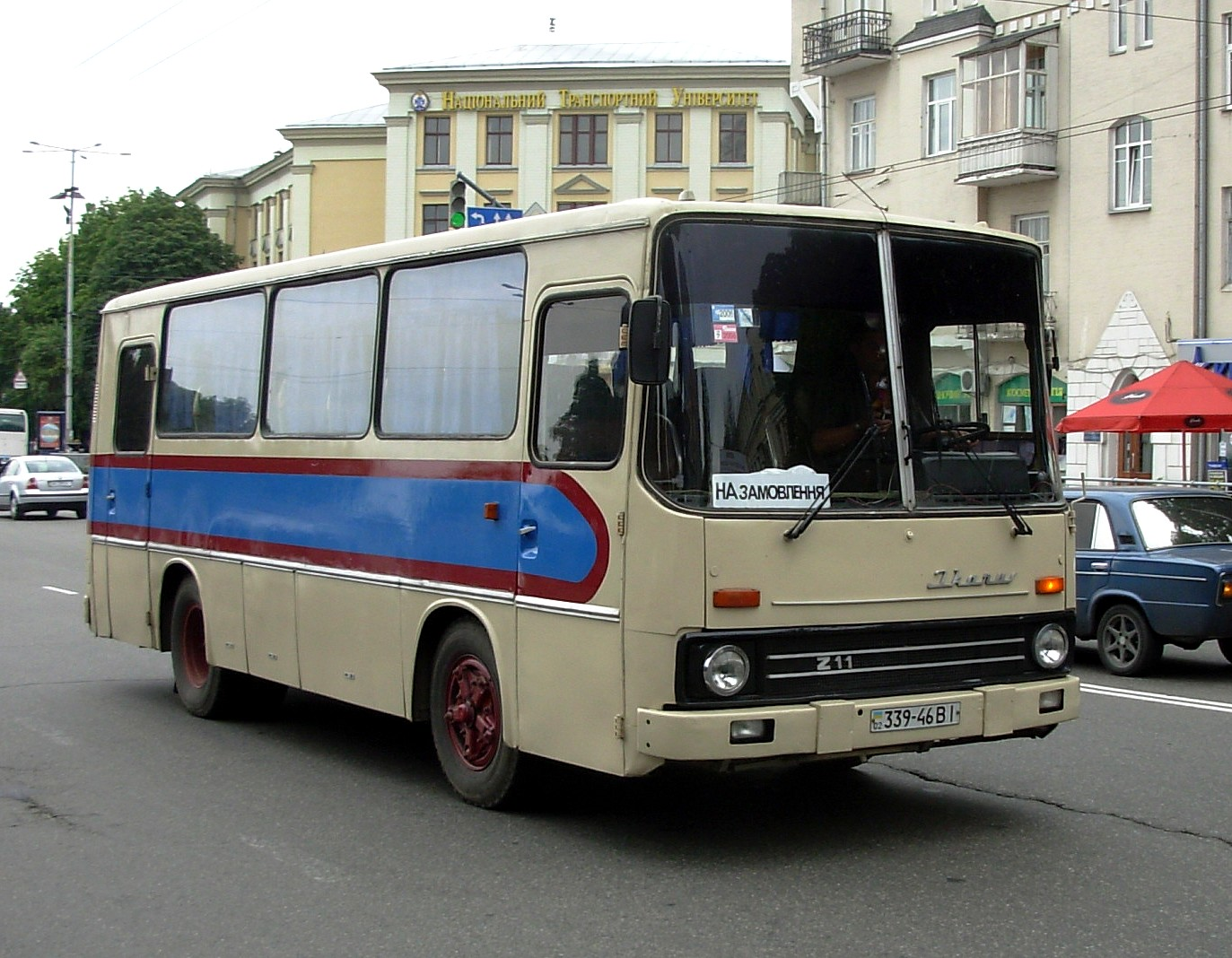
Ikarus 211 från Ukraina (Ikarus & IFA)
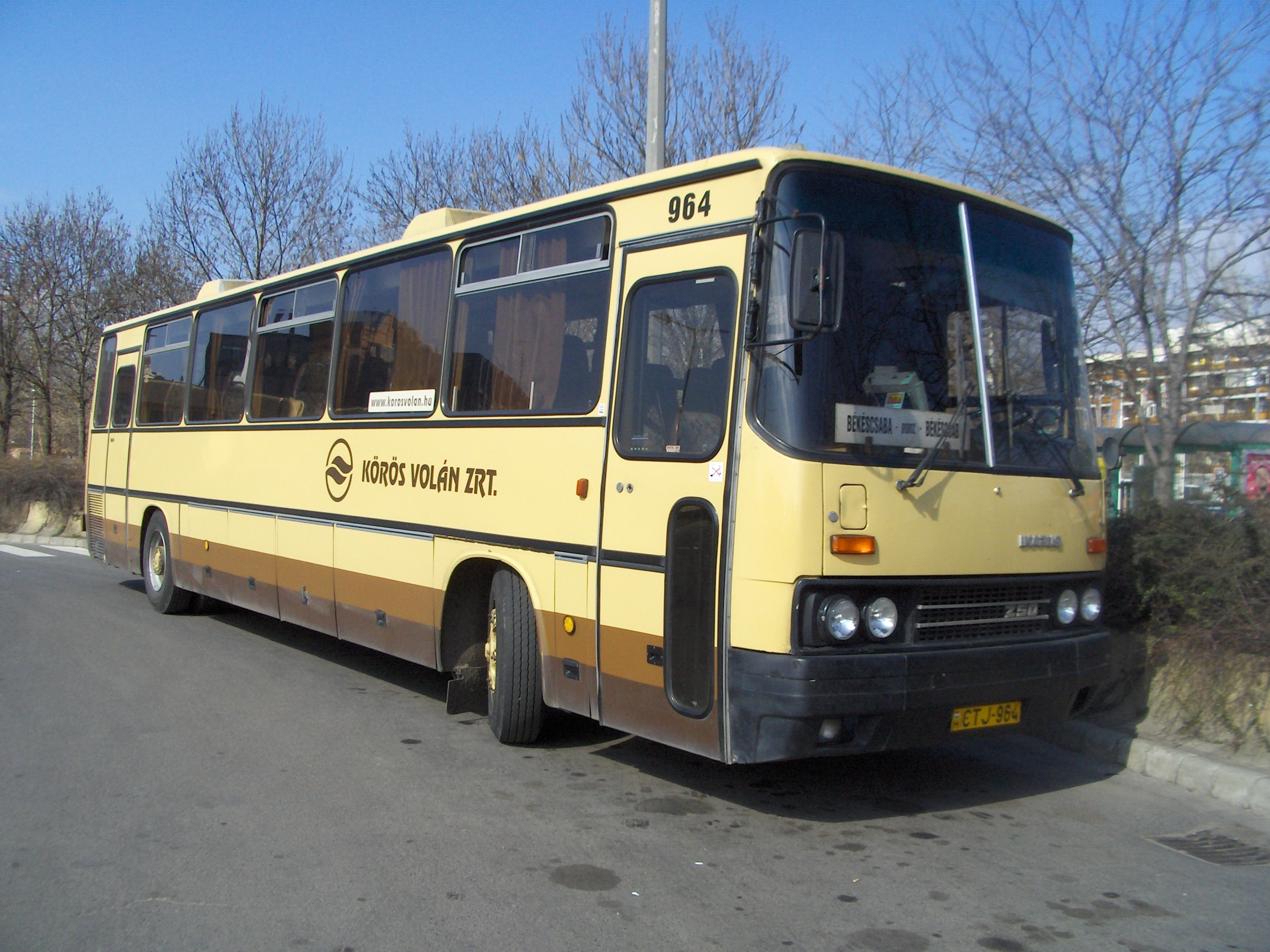
ungersk Ikarus 250
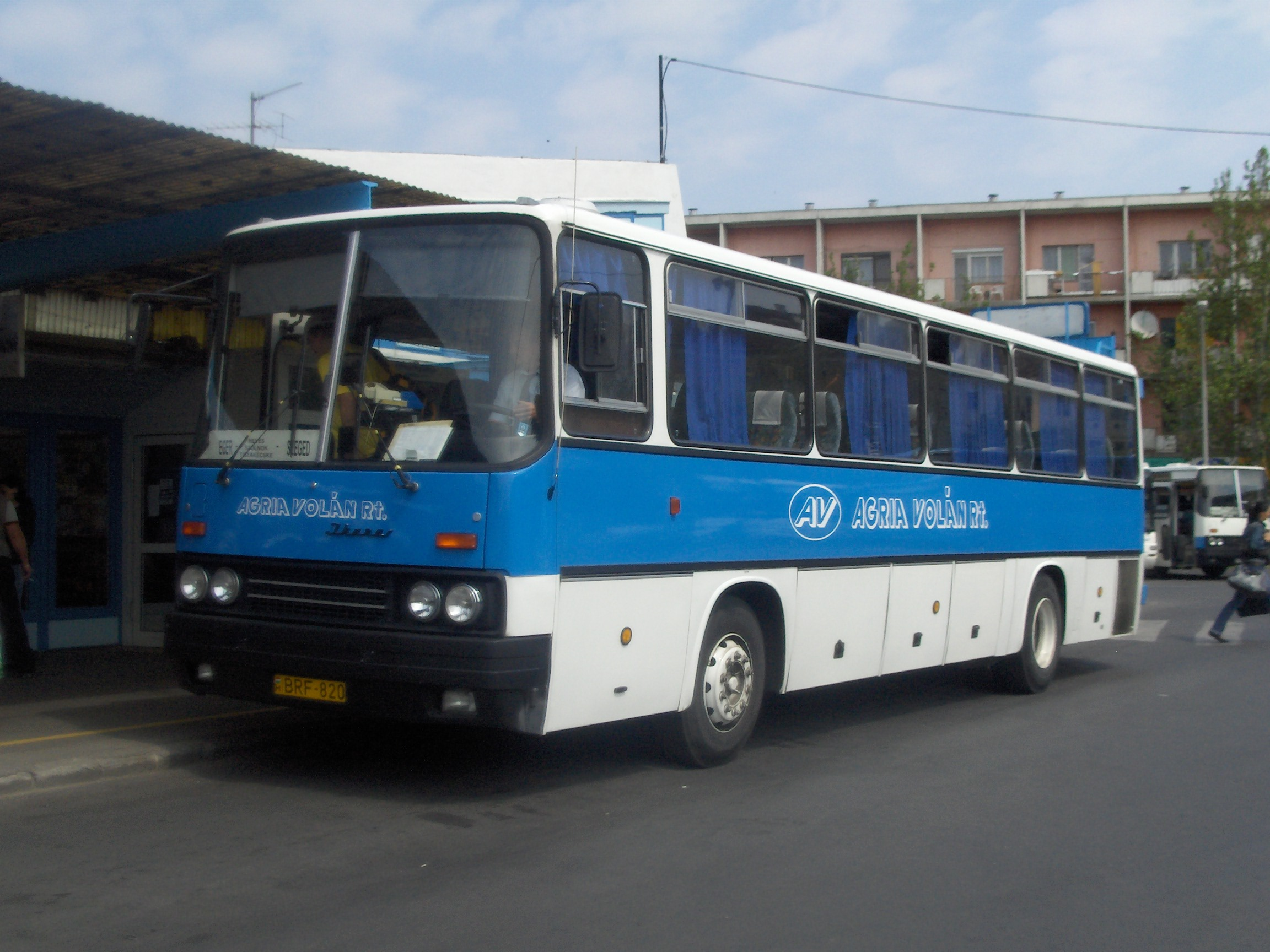
ungersk Ikarus 256
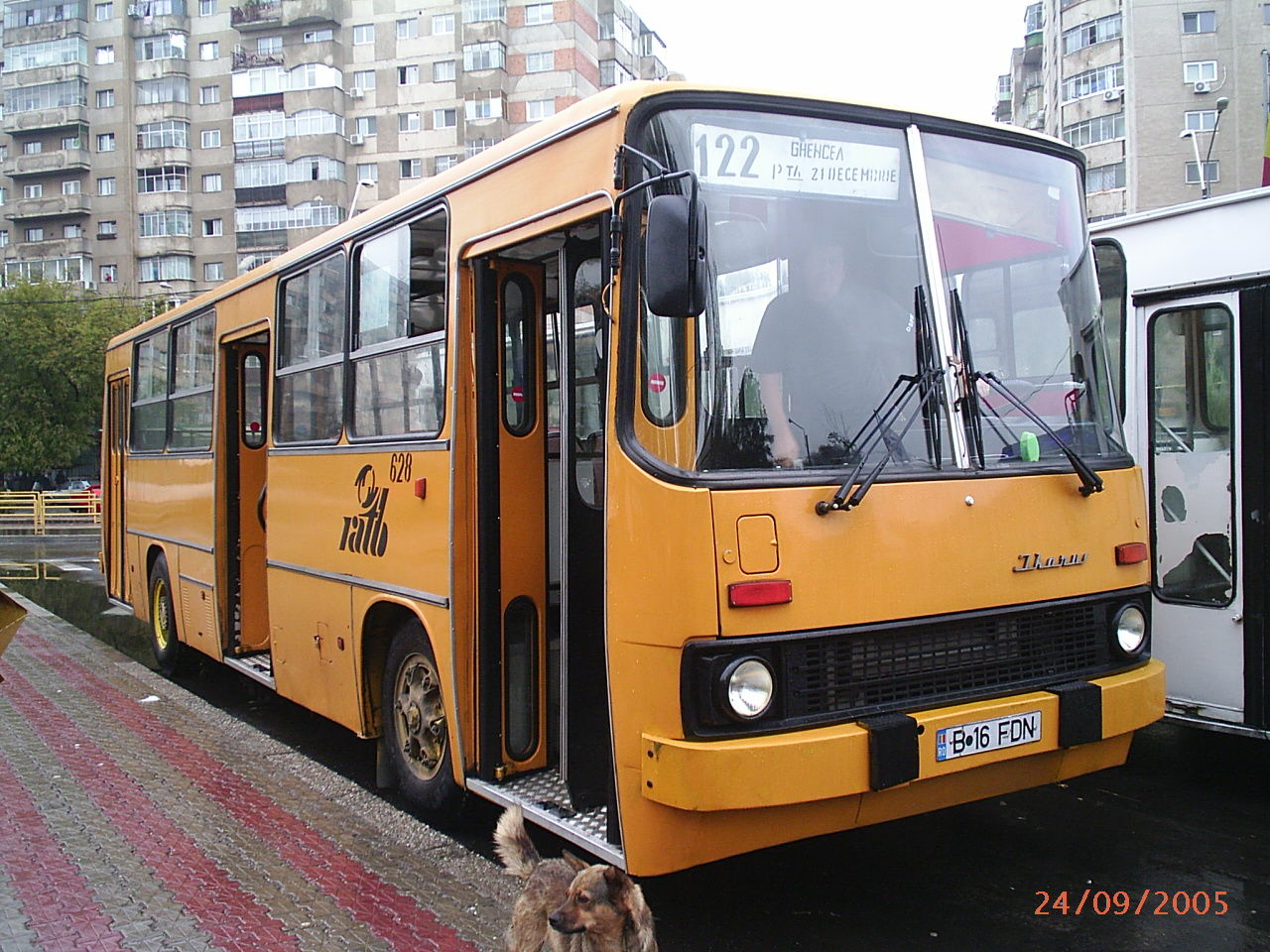
rumänsk Ikarus 260
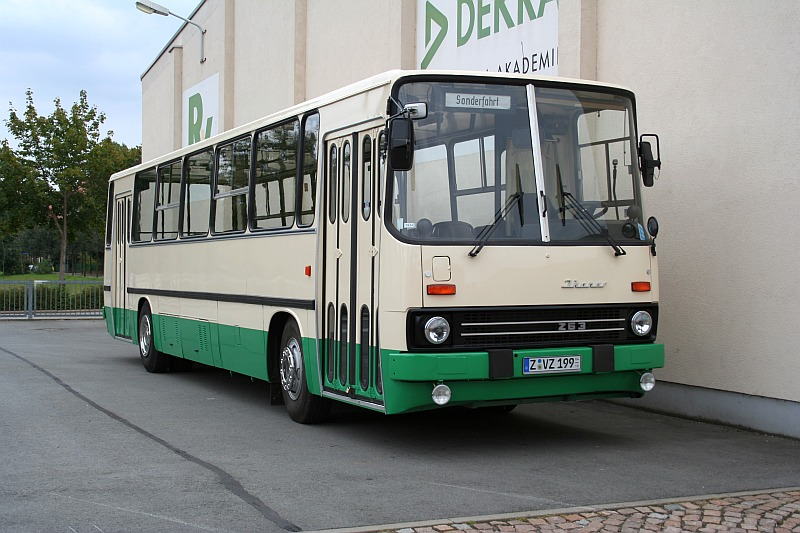
Ikarus 263 i regionaltrafik i Westsachsen
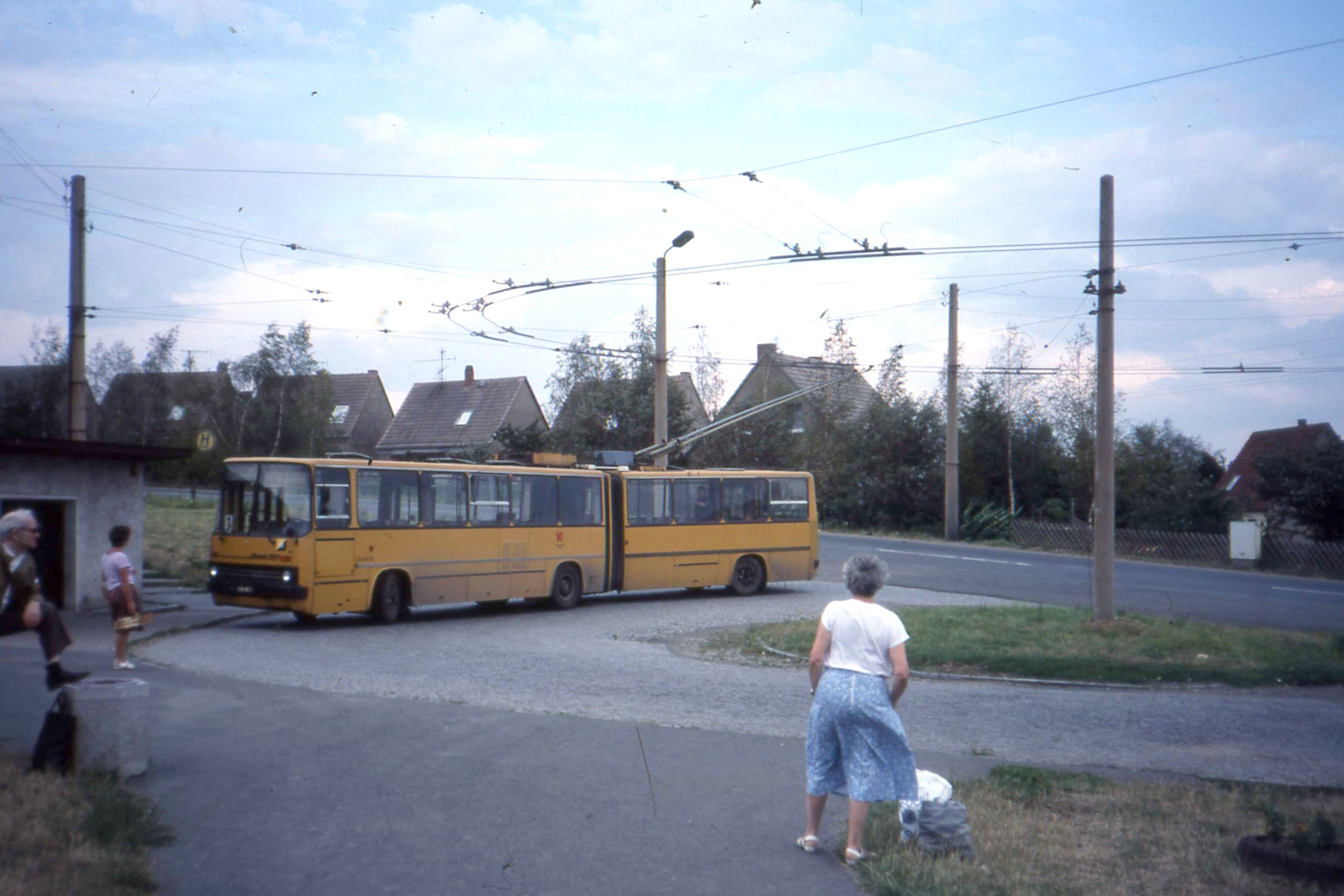
Ledbussen Ikarus 280T från Weimar
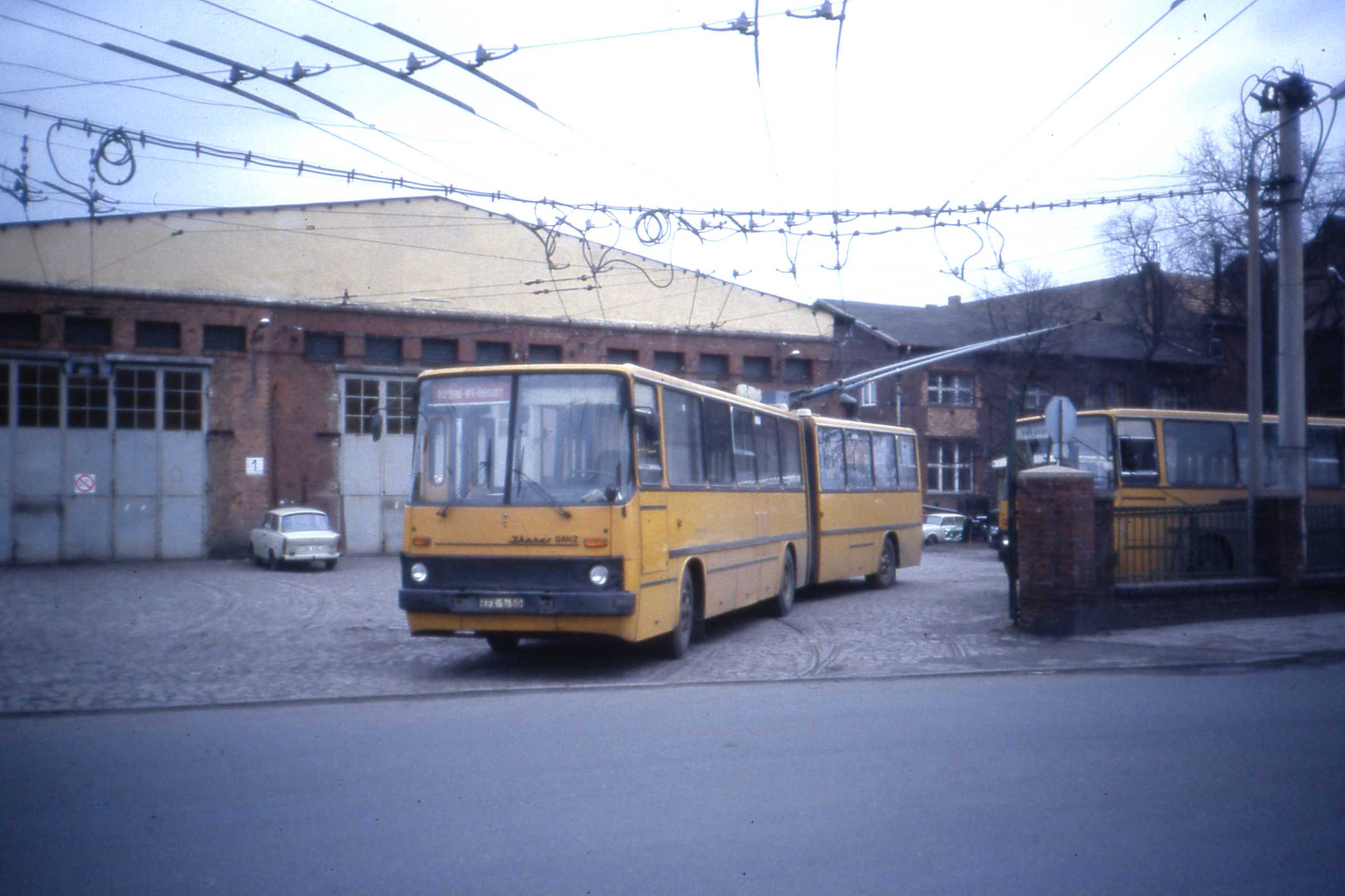
Ledbussen Ikarus 280T från Eberswalde
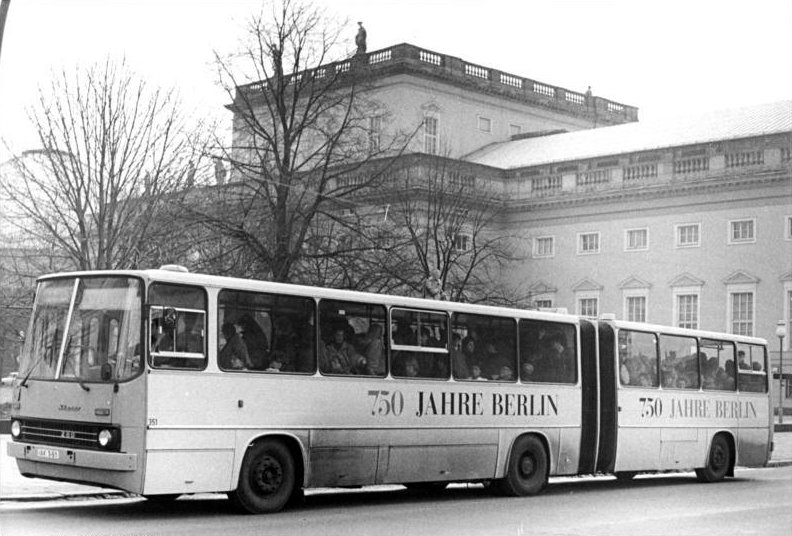
Ikarus 280 tillhörig östtyska VEB Berliner Verkehrsbetriebe